# Natalie Stafford
Natalie Stafford, née le 8 décembre 1976 à Sydney, en Australie, est une joueuse britannique de basket-ball. Elle évolue au poste d'arrière.